# Ammothea adunca
Ammothea adunca là một loài nhện biển trong họ Ammotheidae. Loài này thuộc chi Ammothea. Ammothea adunca được miêu tả khoa học năm 1994 bởi Child.